# 蒙卡达兵营
蒙卡达兵营位于古巴圣地亚哥东北部蒙卡达街和维多利亚诺·加尔松街，是巴蒂斯塔独裁统治时期这里是古巴全国第二大军事要塞。当时驻有千余名官兵。

## 建筑
兵营的主体建筑是一栋楼房，像碉堡一样，中间四层高楼，两旁一次排开的两层楼房。

## 历史
蒙卡达兵营是由西班牙殖民者在1859年建造。1874年，吉列尔莫·蒙卡达被关押于此。因为蒙卡达曾参与领导古巴独立战争，为了纪念他，独立后古巴政府决定将此兵营以他的名字命名。1953年7月26日，由菲德爾·卡斯特羅帶領的120名革命分子向蒙卡达兵營發動進攻（攻打蒙卡達兵營行動），以推翻巴蒂斯塔政權，但最後失敗。1960年，蒙卡达兵营成为了“七·二六”学校城。1967年，原兵营的一部分改建成了纪念馆，纪念馆入口处有一个模型，主要展示了攻打蒙卡達兵營行動的概况。